# Johann Ritter von Baillou
Le chevalier Jean von Baillou (ou Jean de Baillou, ou Giovanni de Baillou, ou encore Johann Ritter von Baillou), né le 20 octobre 1679, mort à Vienne le 23 novembre 1758, est un naturaliste et scientifique italien de l'époque baroque. Il a été au service du duc de Parme, du grand-duc de Toscane et de l'empereur François Ier. Il est le concepteur des jardins du palais de Colorno. Sa fameuse collection constitua le fonds qui permit de créer le musée d'histoire naturelle de Vienne.

## Au service des grands de ce monde
Le lieu de naissance de Jean von Baillou n'est pas connu. Il serait né soit en France, soit dans les Flandres, soit en Lorraine. La famille de Jean von Baillou est originaire des Pays-Bas.
Ce jeune francophone roturier étudia les mathématiques, les sciences naturelles, la médecine et la chimie, notamment à Paris. En 1718, il se trouve au service du duc François Ier de Parme. En tant qu'architecte du duc, il est le concepteur des jardins du palais de Colorno mais aussi commissaire général et lieutenant colonel d'artillerie de l'armée ducale.
En 1731, le duc de Parme meurt et son petit-neveu Charles d'Espagne lui succède. Jean Baillou quitte Parme pour Florence où, sous le règne du dernier grand-duc Jean-Gaston de Médicis, il devient directeur général des bâtiments, des fortifications, des palais et des jardins grand-ducaux.
Passionné d'histoire naturelle, il entreprend d'assembler une riche collection de fossiles, de minéraux, de coquillages et de plantes dont le nombre s'élèvera à 30 000 spécimens en 1746. Il est en relation avec Isaac Newton et mène pour le public des expériences sur le magnétisme. Il est également membre de l’Académie des sciences.
En outre, Jean von Baillou ecrivait un livre sur sa collection. Il est intitulé Description Abregée du Fameaux Cabinet de M. le Chevalier de Baillou et le copie originale est dans la Bibliothèque d'État de Bavière. Le livre est sur des fossiles, des minéraux, des coquillages, et des plantes dans sa collection. Il discute également de son travail en physique.

## L'empereur

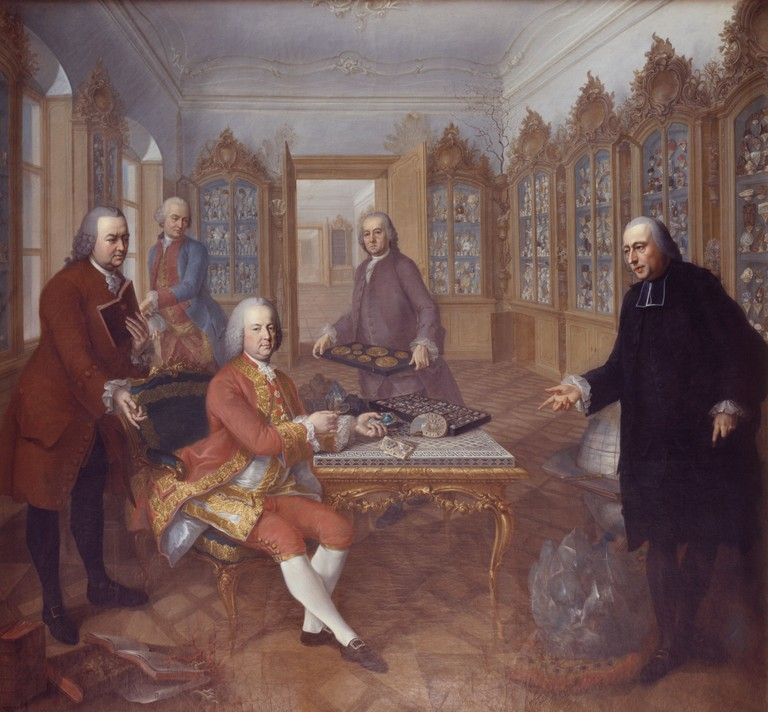
L'empereur entouré des savants Gerard van Swieten, Jean von Baillou, Valentin Jamerai-Duval et de l'abbé Jean Marcy

En 1737, le dernier des Médicis s'éteint et conformément au traité de Vienne, la Toscane revient au duc François III de Lorraine qui a renoncé à ses duchés patrimoniaux pour pouvoir épouser l'archiduchesse-héritière Marie-Thérèse d'Autriche. Le nouveau grand-duc est un passionné de sciences et sait apprécier les compétences de son nouveau sujet qu'il anoblit.
En 1745, François de Lorraine est élu empereur et nomme Jean von Baillou, directeur des collections impériales. En 1749, l'empereur rachète la fameuse et précieuse collections de Jean von Baillou tout en nommant celui-ci conservateur de ladite collection, au palais Hofburg en Autriche, fonction qu’il conserve jusqu’à sa mort. L'empereur s'engage également à conserver au fils de Jean, Louis-Balthasar, les fonctions de conservateurs de la collection.
Jean von Baillou meurt à Vienne en 1758 et, conformément à ses engagements, l'empereur nomme Louis-Balthasar von Baillou directeur de ses collections.

## Postérité
L'empereur s'éteint à son tour en 1765 et l'impératrice transforme les collections de son défunt mari en musée d'histoire naturelle de la ville de Vienne et ouvre les collections au public.

## Sources
- (de) Cet article est partiellement ou en totalité issu de l’article de Wikipédia en allemand intitulé « Johann Ritter von Baillou » (voir la liste des auteurs).

- Cet article est partiellement ou en totalité issu de l'article intitulé « Johann von Baillou » (voir la liste des auteurs).

## Voir également
- Valentin Jamerey-Duval
- Gerard van Swieten